# Mikaels saga höfuðengils
Mikaels saga höfuðengils (en español: la saga del arcángel Miguel) también Mikjáls saga y Michaels saga höfudengils es una saga nórdica escrita en el siglo XIV por Bergur Sokkason. La obra se conserva como manuscrito en el documento AM 657 a-b 4.º del Instituto Árni Magnússon para los Estudios Islandeses. En esta saga, Bergur Sokkason aparece citado como compilador.